# Tephrosia platycarpa
Tephrosia platycarpa är en ärtväxtart som beskrevs av Jean Baptiste Antoine Guillemin och Perr.. Tephrosia platycarpa ingår i släktet Tephrosia och familjen ärtväxter. Inga underarter finns listade i Catalogue of Life.